# Delio Rodríguez
Delio Rodríguez Barros (Pontevedra, 19 april 1916 - Vigo, 14 januari 1994) was een Spaans wielrenner. Zijn broers Pastor, Emilio en Manolo waren ook succesvolle wielrenners. Emilio zou evenals Delio de Ronde van Spanje op zijn naam schrijven (in 1950).

## Carrière
Delio Rodríguez drukte zijn stempel op het Spaanse wielrennen in de veertiger jaren. Delio was een uitstekende sprinter die echter ook redelijk mee kon komen in de bergen en de tijdritten. Hij won in totaal 137 wedstrijden bij de professionals, waaronder vele etappe- en eendagswedstrijden, bijna alleen in eigen land.
Zijn grootste successen behaalde hij in de Vuelta. In 1941 won hij zowaar twaalf ritten, waaronder de 53 kilometer lange tijdrit tussen Gijón en Oviedo. Dit recordaantal hield stand tot in 1977 Freddy Maertens het met dertien ritten beter deed. Rodríguez reed twee dagen in de witte leiderstrui in die Vuelta van 1941 en in het eindklassement werd hij vierde. In 1942 won Delio Rodríguez nog eens acht ritten.
Door de oorlog duurde het tot 1945 voor er weer een Ronde van Spanje georganiseerd kon worden. In de tweede rit naar Cáceres ontsnapte hij en won de rit met liefst dertig minuten voorsprong op het wandelende peloton. De volgende dag verloor hij een groot gedeelte van zijn voorsprong in een bergetappe aan Juán Gimeno, die daags daarop ook de tijdrit won. Maar de dag daarop, in de rit naar Sevilla, pleegde hij een coup samen met Vicente Miro en reed weer bijna achttien minuten weg van het peloton. In de bergen hield Delio Rodríguez stand en hij won het eindklassement met een half uur voorsprong op Julián Berrendero. In totaal won hij in deze editie zes etappes en de paarse trui van het puntenklassement, dat voor het eerst werd georganiseerd.
In 1946 won Rodriguez zes massasprints en werd vijfde in het eindklassement.
In 1947 won Delio meteen de eerste rit en droeg de witte leiderstrui elf dagen. Hij was weer onklopbaar als spurter en won in totaal acht etappes. Hij bracht daarmee zijn totaal op een record van veertig. In het eindklassement werd hij derde, zijn broer Emilio vierde.
Hij bleef fietsen tot en met 1950, maar kwam niet meer aan de start van de Vuelta.

## Overwinningen
1935
GP San Froilan Lugo
1940
1e, 2e, 3e, 4e etappe GP Agustín
Eindklassement GP Agustín
1e etappe (deel B) Trofeo Masferrer
1e etappe Ronde van Cantabrië
1e, 2e en 3e etappe Ronde van Alava
Eindklassement Ronde van Alava
1e en 2e etappe Circuito del Norte
1e en 2e etappe Madrid-Salamanca-Madrid
Eindklassement Madrid-Salamanca-Madrid
1941
3e, 5e, 6e, 10e, 11e, 12e, 15e, 16e, 17e, 18e en 19e etappe Ronde van Spanje
2e en 4e etappe Ronde van Navarra
1e en 2e etappe Ronde van Alava
Eindklassement Ronde van Alava
1e, 3e, 6e en 7e etappe Circuito del Norte
4e, 5e, 6e, 9e (deel B) en 10e etappe Ronde van Catalonië
1942
1e, 3e, 5e, 6e en 8e etappe Circuito Castilla-Leon-Asturias
2e, 4e, 5e, 6e, 7e, 8e (deel B), 11e en 12e (deel B) etappe Ronde van Spanje
7e en 9e etappe Ronde van Catalonië
1943
Subida al Naranco
2e, 3e (deel B), 4e en 8e etappe Circuito Castilla-Leon-Asturias
3e etappe GP Ayutamiento de Bilbao
3e, 6e, 8e (deel A) en 9e etappe Ronde van Catalonië
1944
1e en 2e etappe Ronde van Cantabrië
1e en 3e etappe Ronde van Catalonië
1e, 2e, 3e, 4e en 6e etappe Ronde van Levante
1945
2e, 8e, 9e, 14e, 16e en 18e etappe Ronde van Spanje
Eind- en puntenklassement Ronde van Spanje
5e etappe Circuito del Norte
2e (deel B), 5e (deel B) en 7e etappe Ronde van Galicië
Eindklassement Ronde van Galicië
1946
11e, 12e, 13e, 15e en 17e etappe Ronde van Spanje
2e (deel B), 3e, 4e en 5e etappe Ronde van Castilië en León
1947
1e etappe Ronde van Castilië en León
1e, 5e, 8e, 10e, 14e, 15e, 18e en 23e etappe Ronde van Spanje
Puntenklassement Ronde van Spanje
2e en 10e etappe Ronde van Asturië
3e etappe Ronde van Burgos
5e en 6e etappe Ronde van Galicië
1948
1e, 3e en 6e etappe Ronde van Levante
2e en 10e (deel B) etappe Ronde van Portugal

## Resultaten in voornaamste wedstrijden
| Jaar | Ronde van Italië | Ronde van Frankrijk | Ronde van Spanje |
| ---- | ---------------- | ------------------- | ---------------- |
| 1936 |                  |                     | 24e              |
| 1941 |                  |                     | 4e (12)          |
| 1942 |                  |                     | 7e (8)           |
| 1945 |                  |                     | ↑ (6)            |
| 1946 |                  |                     | 5e (5)           |
| 1947 |                  |                     | ↑ (8)            |